# 葉承遇
葉承遇（1544年—？），字思章，號仰山，浙江溫州府永嘉縣人，明朝政治人物。

## 生平
嘉靖四十三年（1564年）甲子科浙江鄉試第二十二名，萬曆五年（1577年）丁丑科會試第十名，登三甲第一百零二名進士。初授福建莆田县知县，性慈易宽惠，务与人休息，巧摘鹰击，非其好也。邑田旧分官民，直则官，轻而民，重赋则官重而民轻，鬻者往往讹官为民，利厚重而存馀粮于户，积久难偿，则逃徙去耳。承遇欲均田为一，而私念浮粮无可摊，会奉命履亩，即以丈出馀田，折补其额，于是一则法行，闾阎便之。先是编派里甲多右巨室，而役贫民。承遇廉得其实，悉与更定，即豪贵无所避，治邑几六年，未嘗妄挞一人，轻市一缣，堂簾空垂，内人告乏弗恤也。萬曆十一年（1583年）癸未内召，藩司檄留，完逋毋径行，民闻之，争先输负，遂得如期集阙下，授云南道监察御史，至今遗爱在人，每谈均役田事，辄为涕下。出为江西按察司佥事，驻赣州，未一年，为都御史沈人种所論，罢归。不久卒。著有《筮仕录》。

## 家族
曾祖葉蕃；祖父葉暖；父小山公葉循學。母林氏。永感下。